# Teodor Murășanu
Teodor Murășanu (n. 19 iulie 1891, Câmpia Turzii – d. 2 septembrie 1966) a fost un preot român unit (greco-catolic), pedagog, om de cultură și deținut politic român. A fost tatăl academicianului Camil Mureșanu.

## Biografie
Teodor Murășanu s-a născut din părinți țărani. A fost al doilea din cei cinci copii ai lui Vasile Murășanu și Eudochia (Dochița), născută Danciu, amândoi țărani din Urca.
Între 1904-1912 a urmat Liceul din Blaj. Între 1912-1916 a beneficiat de o bursă la Seminarul Catolic Central din Budapesta. În 1916 a fost hirotonit preot pe seama parohiei Panticeu. Între 1918-1919 a efectuat un an de studii de Filologie și Filozofie la Universitatea din Cluj, după care a fost numit profesor de limba și literatura română la „Liceul Regele Ferdinand” din Turda (azi Colegiul Național Mihai Viteazul), unde a pus bazele societății de lectură „Titu Maiorescu“ și a înființat revista școlară „Fire de tort“.
A debutat în anul 1906 cu poezia “Pastel”, tipărită în revista săptămânală “Unirea” din Blaj. A colaborat la diferite publicații, mai ales cu poezii, atât înaintea, cât și după Marea Unire din 1918. După 1918 a redactat la Turda, cu unele intermitențe, săptămânalul “Turda” (sau “Arieșul”), iar între 1933-1943 prestigioasa revistă “Pagini literare”, la care au colaborat Pavel Dan, Mihail Beniuc, Grigore Popa ș.a. A publicat mai multe volume de versuri: “Poezii” (Turda, 1920), “Lumini suflate de vânt” (Arad, 1923), “Fum de jertfă” (Cluj, 1923; volum premiat în anul 1934 de Academia Română, la propunerea lui Octavian Goga), “Chiot câmpenesc” (Cluj, 1926), “Lilioara” (Sighișoara, 1938 și Cluj, 1982). A publicat și volume de proză. A contribuit la înființarea tipografiei “Arieșul” din Turda.
În amintirea sa, în fața fostului „Liceu Regele Ferdinand” din Turda (azi Colegiul Național Mihai Viteazul) a fost ridicată o statuie (opera sculptorului Aurel Terec, dezvelită la 25 octombrie 1995), iar Biblioteca Municipală Turda și o școală din Turda poartă numele „Teodor Murășanu” (Școala "Teodor Murășanu", str. Dr. Ion Rațiu nr. 53).

## Galerie de imagini

Bustul lui Teodor Murăşanu din faţa fostului „Liceu Regele Ferdinand” din Turda (azi Colegiul Naţional Mihai Viteazul)
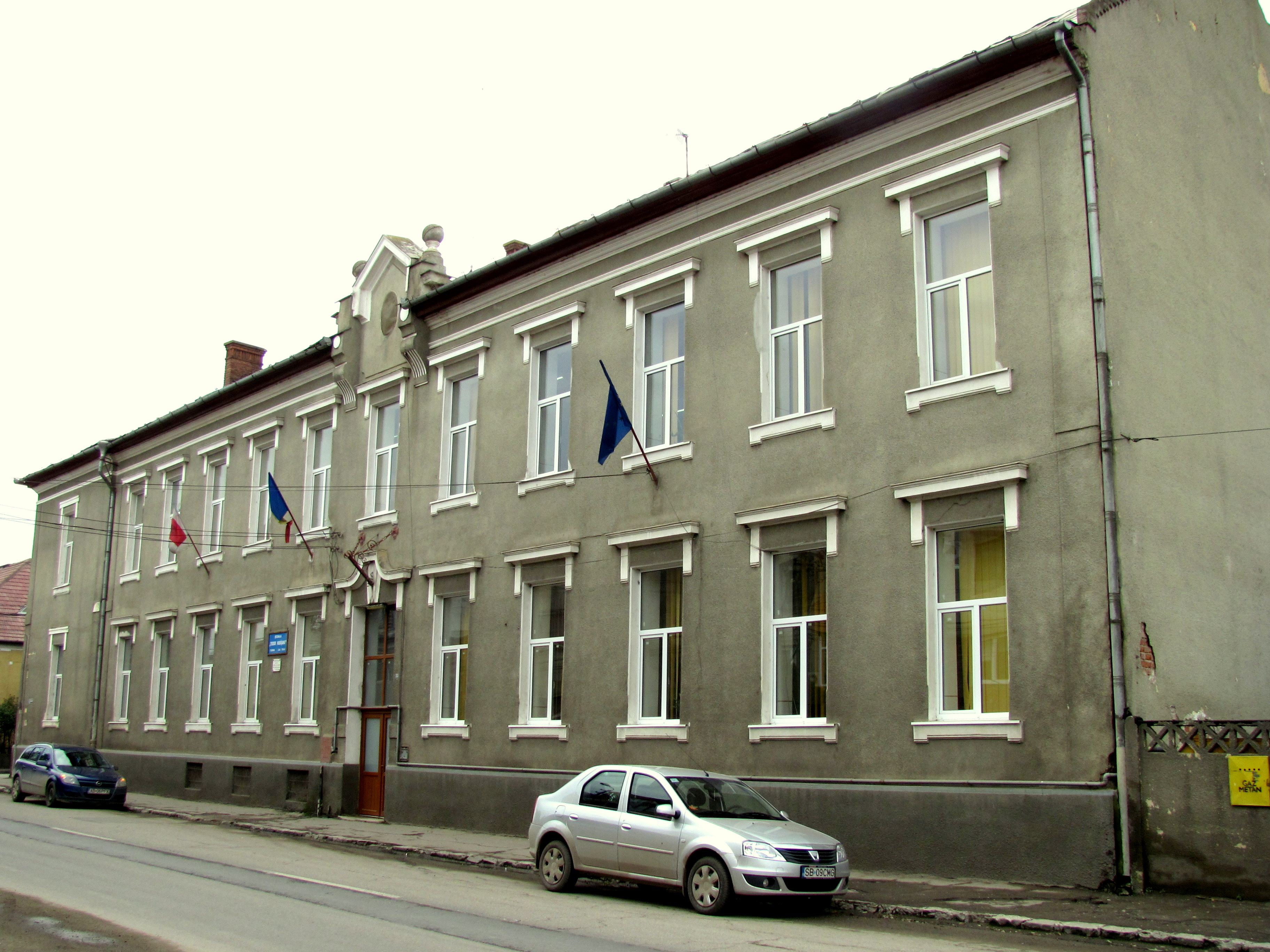
Şcoala „Teodor Murăşanu”" din Turda, str. Dr.I.Raţiu nr. 53 (fostul liceu antebelic „Principesa Ileana”)
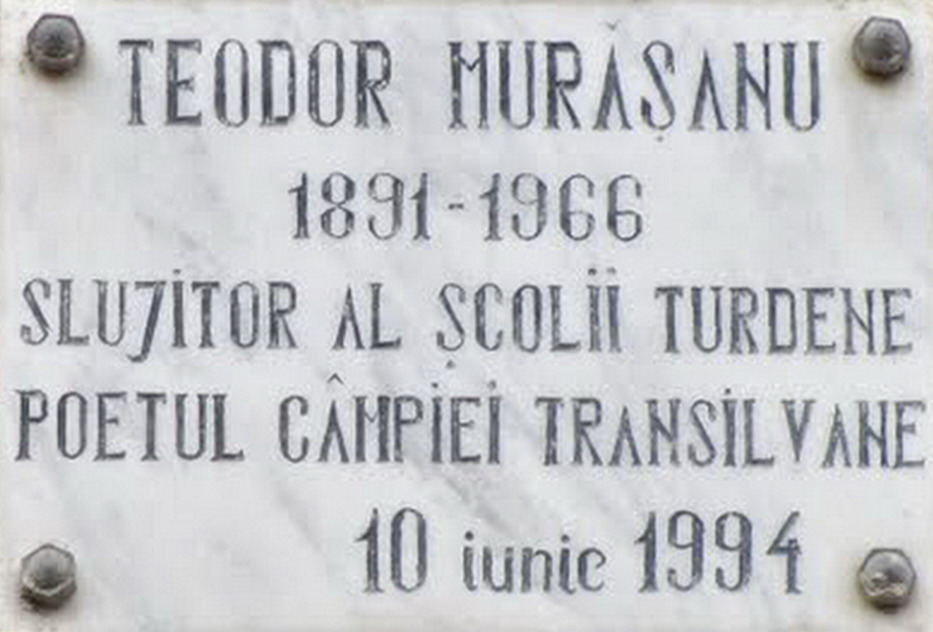
Placa comemorativă de pe faţada şcolii „Teodor Murăşanu” din Turda, str. Dr.I.Raţiu nr. 53
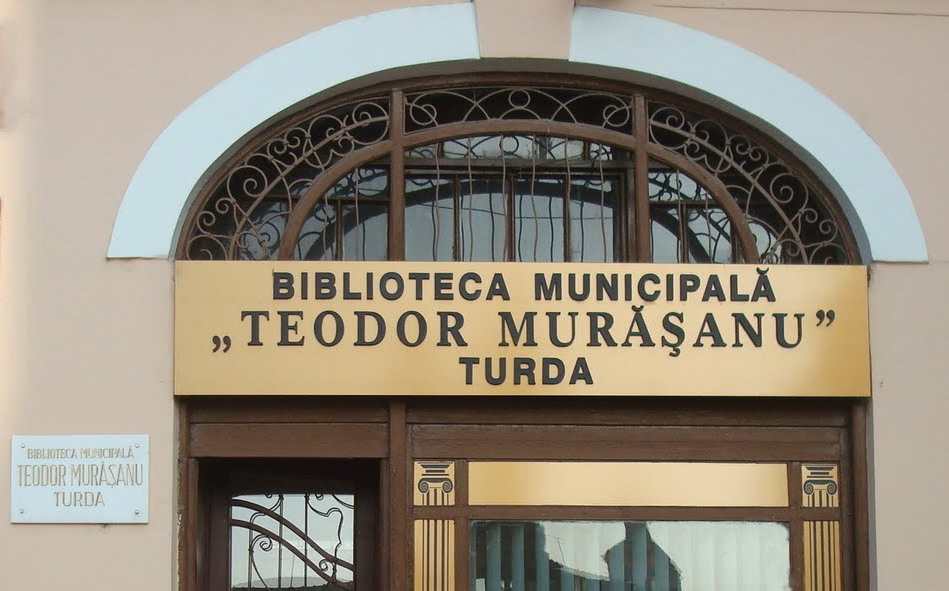
Biblioteca Municipală „Teodor Murăşanu” din Turda, Piaţa Republicii nr. 52

## Vezi și
- Grupul statuar Teodor Murășanu - Pavel Dan din Turda